# Озьязыджы, Ахмет Суат
Ахмет Суат Озьязыджы (тур. Ahmet Suat Özyazıcı; 1 января 1936 или 20 апреля 1936, Трабзон — 18 февраля 2023, Трабзон) — турецкий футболист, игравший на позиции защитника. По завершении игровой карьеры — тренер, с которым связаны основные успехи турецкого клуба «Трабзонспор», которые пришлись на вторую половину 1970-х и начало 1980-х годов.

## Клубная карьера
Родился в городе Трабзон и выступал за местные команды. С 1954 года выступал за клуб «Трабзон Йолспор», через два сезона перешел в «Трабзон Идманоджаги», за который играл одиннадцать сезонов. А в 1967 году перешел в «Трабзонспор», за который отыграл два последних сезона своей карьеры.

## Выступления за сборную
В 1960 году провел три игры за сборную Турции на Олимпийских играх в Риме.

## Карьера тренера
Начал тренерскую карьеру вскоре после завершения футбольной. В 1973 году возглавил тренерский штаб клуба, «Трабзонспор», в котором проработал два года. Его преемник Шюкрю Эрсой проработал с командой всего несколько месяцев 1975 года, после чего к руководству клубом вновь вернулся Озьязыджы. Его второй приход в «Трабзонспор» был ознаменован завоеванием первого для клуба чемпионства в сезоне 1975—1976 годов, в следующем сезоне команда защитила титул. После того, как в 1978 году команда завоевала «серебро» национального первенства, тренер покинул команду.
В дальнейшем еще пять раз приходил на тренерский мостик «Трабзонспора», последний раз в 1999 году. Под его руководством команда еще дважды, в 1980 и 1984 годах, становилась чемпионом Турции.
Также в течение тренерской карьеры работал с командами «Бурсаспор» (в 1980 году) и «Сарыер» (в 1990).
Скончался 18 февраля 2023 года.

## Титулы и достижения

### Как тренера
- Чемпион Турции (4):

«Трабзонспор»: 1975-1976, 1976-1977, 1979-1980, 1983-1984
- Обладатель Кубка Турции (3):

«Трабзонспор»: 1976—1977, 1977—1978, 1983—1984
- Обладатель Суперкубка Турции (5):

«Трабзонспор»: 1976, 1977, 1978, 1980, 1983